# Coil
A Coil 1982-től 2004-ig tevékenykedett angol együttes volt, amely több műfajban is játszott. Alapítói Peter Christopherson, aki az indusztriális zene úttörőjének számító Throbbing Gristle zenekar tagja volt, de a szintén TG mellékág Psychic TV bandában is szerepelt, valamint John Balance. 1982-ben alakultak Londonban, és 2004-ben oszlottak fel, John Balance halála miatt. Több egyéb néven is szerepeltek, például Black Light District, ELpH, Sickness of Snakes, The Eskaton, Time Machines. Az együttes a post-industrial, elektronikus zene, pszichedelikus zene, avantgárd zene, avant-pop, experimental (kísérletezős) zene műfajokban játszott.

## Tagok
- John Balance
- Peter Christopherson
- Stephen Thrower
- Rose McDowall
- Ossian Brown
- William Breeze
- John Gosling
- Tom Edwards
- Mike York

## Diszkográfia
- Scatology (1984)
- Horse Rotorvator (1986)
- Gold is the Metal with the Broadest Shoulders (1987)
- Love's Secret Domain (1991)
- Stolen & Contaminated Songs (1992)
- Astral Disaster (1999)
- Musick to Play in the Dark vol. 1 (1999)
- Queens of the Circulating Library (2000)
- Musick to Play in the Dark vol. 2 (2000)
- Constant Shallowness Leads to Evil (2000)
- The Remote Viewer (2002)
- The Restitution of Decayed Intelligence (2003)
- Black Antlers (2004)
- The Ape of Naples (2005)
- The New Backwards (2008)
- Backwards (2015)